# 朱仁軌
朱仁軌（?—?），字德容，唐朝亳州永城县（今河南省永城市）人，北周太子洗馬朱建曾孙，隋朝睢陽太守朱僧寧之孙，上開府朱操之子，朱敬则之兄。
朱仁轨隐居养亲。常教诲子弟：“终身让路，不枉百步；终身让畔，不失一段。”有赤乌、白鹊栖息在他家的树上，按察使赵承恩旌表其异。官至太子洗馬。朱仁轨去世后，郭山恽、员半千、魏知古共谥为孝友先生。

## 子孙
- 朱景，右衛率府兵曹參軍。
  - 朱守乾，衛尉丞。
    - 朱子羔

  - 朱守瓖，金吾衛大將軍。
    - 朱子詵
    - 朱子轉，沂州參軍。
      - 朱重愔
        - 朱伸
          - 朱元
          - 朱播時
            - 朱渙
            - 朱會
              - 朱堅
              - 朱潛
              - 朱言

            - 朱冽
              - 朱訓
                - 朱澹
                - 朱龜從
                - 朱牢

        - 朱○
          - 朱彥時
            - 朱亞
              - 朱修己
              - 朱綰
              - 朱亶
                - 朱阮
                - 朱迎
                - 朱光序

              - 朱巖

            - 朱餘
              - 朱常
                - 朱歸道
                - 朱濬
                - 朱鶴

            - 朱黨
              - 朱從
              - 朱巳治，九門令。
              - 朱可芝，右門主簿。
              - 朱貞
                - 朱危
                - 朱延龜
                - 朱延詡

          - 朱齊時
          - 朱康時
          - 朱佐時
          - 朱厚時

        - 朱倜
        - 朱偁
          - 朱立少
          - 朱恆生
          - 朱素文
          - 朱珂

      - 朱重寬
      - 朱重邦
        - 朱弁

      - 朱重誨
        - 朱少伯
        - 朱志宏
          - 朱惠
            - 朱瓊

          - 朱幹
            - 朱整
              - 朱芝

          - 朱琯
            - 朱圖

          - 朱玠
            - 朱頊
              - 朱悛
              - 朱正奇
              - 朱瞻
              - 朱貺

        - 朱志方
        - 朱志才

    - 朱子欽
- 朱暈
  - 朱守言，海州文學。
  - 朱守信
    - 朱子華
- 朱杲，楚州錄事參軍。
  - 朱守訥
    - 朱子路

  - 朱守瓊，國子監明經。
    - 朱子岳
- 朱徵，洹水令。
  - 朱守讓
    - 朱子興

  - 朱守謙，零陵尉。
    - 朱子昇，崇仁尉。
      - 朱郢
        - 朱殷衡
        - 朱毅衡
        - 朱季
          - 朱戡
            - 朱討

          - 朱液
            - 朱郜
              - 朱受

            - 朱朏
            - 朱郅
            - 朱才
              - 朱琳
                - 朱應

        - 朱存
          - 朱岸
          - 朱潁
            - 朱翱

          - 朱燎

  - 朱守璡
    - 朱子恂，睦州錄事參軍。
      - 朱元詳
      - 朱道秀

    - 朱子金